# Seminole County, Georgia
Seminole County är ett administrativt område i delstaten Georgia, USA, med 8 729 invånare (2010). Den administrativa huvudorten (county seat) är  Donalsonville.

## Geografi
Enligt United States Census Bureau så har countyt en total area på 664 km². 616 km² av den arean är land och 48 km² är vatten.

### Angränsande countyn
- Miller County - nordost
- Decatur County, Georgia - öst
- Jackson County, Florida - sydväst
- Houston County, Alabama - sydväst
- Early County - nord-nordväst